# Денний поїзд
«Денний поїзд» (рос. «Дневной поезд») — російський радянський художній фільм 1976 року режисера Інеси Селезньової.

## Сюжет
У Москві та Ленінграді живуть старі подруги і мріють про те, щоб їхні діти одружилися. Але дітям уже за сорок, їх труднощі очевидні і цілком зрозумілі. Вони самотні...

## У ролях
- Маргарита Терехова — Віра, патентознавець
- Валентин Гафт — Ігор, інженер
- Римма Бикова — Єлизавета Михайлівна, мати Віри, колишня актриса
- Тетяна Лаврова — Ліда, подруга Віри, гірськолижний тренер
- Алла Мещерякова — Поля, подруга Віри, лікар
- Світлана Немоляєва — Тамара, подруга Віри, лікар
- Віктор Борцов
- Алла Покровська
- Галина Інютін
- Тетяна Бестаева

## Творча група
- Автор сценарію: Борис Золотарьов
- Режисер-постановник: Інеса Селезньова
- Оператори-постановники: Володимир Ошеров, Валентин Халтурін
- Композитор: Олексій Рибников